# Уолл-стрит (фильм, 1987)
«Уолл-стрит» (англ. Wall Street) — кинофильм, драма, снятая режиссёром Оливером Стоуном. Повествует об истории взлёта и падения молодого брокера Бада Фокса.
Получил премию «Оскар» и «Золотой глобус» за лучшую главную мужскую роль (Майкл Дуглас). В 2010 году на экраны вышло продолжение картины.

## Сюжет
События фильма происходят в 1985 году в Нью-Йорке.
Молодой честолюбивый брокер Бад Фокс готов на всё, чтобы пробиться на самый верх в биржевой торговле. Его кумир — Гордон Гекко, акула биржевого рынка. Фокс безуспешно добивается встречи с ним. Случайно узнав от своего отца инсайдерскую информацию о том, что в ближайшее время суд вынесет решение в пользу авиакомпании Bluestar, Фокс хитростью проникает к Гордону и рассказывает ему об этом, предлагая купить акции авиакомпании до того, как они поднимутся в цене. Гордон неожиданно соглашается, и вскоре между ними начинается деловое сотрудничество.
Благодаря связям с Гекко молодой брокер делает карьеру в своей конторе. Гекко при этом не гнушается различными нечистоплотными приёмами, вовлекая в махинации и Фокса. Гекко удаётся крупная сделка с корпорацией Teldar Papers. Тем временем Фокс неожиданно узнаёт о том, что Гекко, переиграв свои первоначальные планы по инвестициям и развитию, наоборот, собирается распродать по частям Bluestar. В авиакомпании начинал работать сам Фокс, и до сих пор работает его отец, попавший из-за этой истории в больницу с сердечным приступом. Всё это настолько выводит Бада из себя, что он готов отомстить своему наставнику и, в недавнем прошлом, кумиру. Бад Фокс за спиной Гекко договаривается с его принципиальным противником Ларри Уайлдменом и организует резкое падение стоимости акций Гордона, из-за чего тот лишается возможности заработать на распродаже компании по частям.
Гордон сдаёт Бада финансовой полиции как брокера, пользующегося инсайдерской информацией, и Фокса арестовывают. Фокс идёт на сотрудничество с властями и передаёт информацию о самом Гекко. В конце фильма родители поддерживают Фокса и провожают его в здание суда.

## В ролях
- Чарли Шин — Бад Фокс, брокер
- Мартин Шин — Карл Фокс, отец Бада
- Майкл Дуглас — Гордон Гекко
- Дэрил Ханна — Дерен Тейлор, любовница Бада
- Тамара Тюни — Каролин
- Хэл Холбрук — Лу Манхейм
- Джеймс Спейдер — Роджер Барнс
- Шон Янг — Кейт, жена Гекко
- Андреа Томпсон — Лиза, проститутка
- Джон Макгинли — Марвин, друг Бада
- Теренс Стэмп — Ларри Уайлдмен, финансовый магнат
- Джеймс Карен — Линч
- Том Лорен — брокер
- Сильвия Майлз — Долорес, риэлтер
- Оливер Стоун — трейдер
- Пол Гилфойл — Стоун Ливингстон
- Милли Перкинс — мать Бада
- Франклин Ковер — Дэн

## Съёмки
Во время съёмок рабочим названием фильма было — «Жадность».
Ролью Бада Фокса интересовался Том Круз, но Оливер Стоун отдавал предпочтение Чарли Шину, который и снялся в итоге в главной роли. Майкл Дуглас, регулярно снимавшийся в героических ролях в таких фильмах, как «Роман с камнем», подыскивал себе роль отрицательного персонажа, и интересовался ролью Гордона Гекко. Студия хотела, чтобы в роли Гордона Гекко снялся Уоррен Битти, но он отказался. Сам Оливер Стоун изначально хотел снимать в этой роли Ричарда Гира, но он также отказался, и режиссёр остановился на кандидатуре Майкла Дугласа, несмотря на многочисленные предупреждения не снимать его. Стоун вспоминает: «Чуть ли не каждый в Голливуде предупреждал меня, что Майкл не сможет играть, что он, скорее, продюсер, чем актёр, и будет проводить всё время в своём фургоне, болтая по телефону. Но когда Майкл играл, он отдавал себя целиком и полностью». Майкл Дуглас вспоминает: «Я считал это великой ролью. Сценарий был длинным, и в нём присутствовали огромные монологи. Я никогда раньше не видел сценария, в котором бы монологи занимали страницы. Я подумал: «Ого! Это просто невероятно!». Чтобы вжиться в роль, Майкл Дуглас читал биографии акул биржевого рынка.
Дэрил Ханна, снявшаяся в роли подруги Бада Фокса, не любила свою роль и играла с большим неудовольствием. Стоун вспоминает: «Дэрил Ханна не нравилась её роль, и мне бы не следовало её снимать. Моя команда мечтала избавиться от неё после первого же дня съёмок. Но моя гордыня была настолько велика, что я сказал: «Всё в итоге будет хорошо».
Актриса Шон Янг, сыгравшая жену Гордона Гекко, прямо высказала своё мнение о том, что Дэрил нужно уволить, а её роль передать ей. Много позже Стоун признался, что ему всё же следовало бы поменять местами Дэрил Ханна и Шон Янг.

## Первая версия
Первоначальный монтаж фильма был примерно на 40 минут длиннее финальной версии, показанной в кинотеатрах: 160 минут вместо 120. Большинство впоследствии вырезанных эпизодов относилось к роману Бада Фокса и Кейт, жены Гордона Гекко. В результате этого роль Кейт в фильме сократилась до минимума. Это также объясняет, почему Гордон ведёт себя настолько агрессивно в финале фильма. 
Другие вырезанные сцены касались отсылок на прошлое Дерен, которая начинала как девушка по вызову. Часть вырезанных эпизодов объясняет, каким образом Бад Фокс стал президентом авиакомпании «Блюстар», одновременно продолжая работать брокером, что выглядит совершенно странным и непонятным в финальной версии фильма.

## Премии и номинации
| Награда                                                   | Кому присуждена           |
| 1988 Победа: премия Оскар                                 | 1988 Победа: премия Оскар |
| --------------------------------------------------------- | ------------------------- |
| лучшая мужская роль                                       | Майкл Дуглас              |
| 1988 Победа: премия Золотой глобус                        |                           |
| лучшая мужская роль                                       | Майкл Дуглас              |
| 1988 Победа: «Серебряная лента» (Италия)                  |                           |
| лучший актёр                                              | Майкл Дуглас              |
| 1987 Победа: премия Национального совета кинокритиков США |                           |
| лучший актёр                                              | Майкл Дуглас              |
| 1987 Победа: ассоциация кинокритиков Нью-Йорка            |                           |
| лучший актёр (2-е место)                                  | Майкл Дуглас              |
| 1988 Победа: премия Давид ди Донателло                    |                           |
| лучший актёр иностранного фильма                          | Майкл Дуглас              |
| 1988 Победа: премия Золотая малина                        |                           |
| худшая женская роль второго плана                         | Дэрил Ханна               |

## Факты
- Актёр Мартин Шин, сыгравший Карла Фокса, отца Бада Фокса — настоящий отец Чарли Шина.
- Фильм посвящён отцу Оливера Стоуна Луису Стоуну (1910—1985), биржевому брокеру, который в своё время преуспел на Нью-Йоркской бирже. Сценарий писался по воспоминаниям об отце[4].
- Фраза «Жадность — это хорошо», сказанная Гордоном Гекко (78-я минута фильма), принадлежит Айвану Боски, биржевому воротиле 1980-х гг.[5] Он же, возможно, в чём-то послужил прототипом Гекко, так как действительно потерял деньги при падении цен на купленные до этого акции[6] (эта история вошла в книгу Джеймса Стюарта «Алчность и слава Уолл-стрит», в которой тоже упоминается, что слова «Жадность — это хорошо» были сказаны Айваном Боски).
- Другим прототипом Гордона Гекко считается Карл Айкен, которому принадлежит фраза «Хочешь иметь друга на Уолл-стрит — заведи собаку»[7]
- По версии журнала Premiere, фраза «Жадность — это хорошо» входит в рейтинг 100 самых популярных фраз фильмов XX века под номером 70[8].
- В фильме «Горячие головы 2», где на лодках встречаются Мартин Шин и Чарли Шин, каждый кричит другому: «Классно сыграл в „Уолл-стрит“!».
- Гордон Гекко разговаривает по мобильному телефону Motorola DynaTac 8000X — первому в мире сотовому телефону[9].
- Спустя 23 года Оливер Стоун снял сиквел «Уолл-стрит: Деньги не спят», где Чарли Шин появляется в эпизодической роли Бада Фокса.
- Здание где находился офис Гордона Гекко располагается по улице  222 Broadway.
- На 8-й минуте фильма Марвин, друг Бади упоминает взрыв шаттла Челленджер произошедший в 1986 году, тогда как действие фильма происходит в 1985.